# Saison 2021-2022 d'Oyonnax Rugby
Cette page présente la saison 2021-2022 d'Oyonnax Rugby en Pro D2.

## Entraîneurs
- Joe El Abd (manager)
- Manny Edmonds (arrières)
- Vincent Debaty (mêlée)

## Effectif 2021-2022
| Nom                         | Poste                  | Naissance         | Nationalité sportive | Sélections        | Dernier club               | Arrivée au club (année) |
| --------------------------- | ---------------------- | ----------------- | -------------------- | ----------------- | -------------------------- | ----------------------- |
| Adrien Bordenave            | Pilier                 | 29 juillet 1993   | France               | -                 | Colomiers rugby            | 2019                    |
| Beka Kakabadze (en)         | Pilier                 | 7 septembre 1995  | Géorgie              | -                 | ASM Clermont               | 2020                    |
| Thomas Laclayat             | Pilier                 | 2 octobre 1997    | France               | -                 | Formé au club              | 2017                    |
| Irakli Mirtskhulava (en)    | Pilier                 | 22 décembre 1988  | Géorgie              |                   | Tarbes PR                  | 2016                    |
| Tommy Raynaud               | Pilier                 | 13 juin 1994      | France               | -                 | RC Narbonne                | 2016                    |
| Thibault Berthaud           | Pilier                 | 12 avril 1997     | France               | -                 | Soyaux Angoulême XV        | 2021                    |
| Teddy Durand                | Talonneur              | 14 octobre 1999   | France               | -                 | Stade toulousain           | 2018                    |
| Benjamin Geledan            | Talonneur              | 8 avril 1990      | France               | -                 | Stade rochelais            | 2016                    |
| Manu Leiataua               | Talonneur              | 26 décembre 1986  | Samoa                |                   | USA Perpignan              | 2020                    |
| Phoenix Battye (en)         | Deuxième ligne         | 28 septembre 1990 | Australie            | -                 | AS Béziers                 | 2017                    |
| Thibault Lassalle           | Deuxième ligne         | 22 août 1987      | France               | -                 | Castres olympique          | 2019                    |
| Manuel Leindekar            | Deuxième ligne         | 23 avril 1997     | Uruguay              |                   | Formé au club              | 2017                    |
| Valentin Ursache            | Deuxième ligne         | 12 août 1985      | Roumanie             |                   | Pays d'Aix RC              | 2012                    |
| Tom Murday (en)             | Deuxième ligne         | 27 avril 1989     | Australie            | -                 | Toyota Industries Shuttles | 2021                    |
| Étienne Herjean             | Troisième ligne aile   | 10 juin 1991      | France               | -                 | CA Brive                   | 2018                    |
| Bilel Taieb                 | Troisième ligne aile   | 27 janvier 1993   | Tunisie              |                   | Formé au club              | 2015                    |
| Sacha Zegueur               | Troisième ligne aile   | 21 juin 1999      | France               | -                 | Formé au club              | 2018                    |
| Kevin Lebreton              | Troisième ligne        | 7 janvier 1995    | France               |                   | Rouen NR                   | 2021                    |
| Loïc Crédoz                 | Troisième ligne aile   | 17 mai 1999       | France               | -                 | Formé au club              | 2019                    |
| Rory Grice                  | Troisième ligne centre | 2 avril 1990      | Nouvelle-Zélande     | -                 | FC Grenoble                | 2017                    |
| Luke Hamilton (en)          | Troisième ligne centre | 7 janvier 1992    | Écosse               |                   | Bristol Rugby              | 2020                    |
| Charlie Cassang             | Demi de mêlée          | 8 février 1995    | France               | -                 | ASM Clermont               | 2020                    |
| Kemara Hauiti-Parapara (en) | Demi de mêlée          | 5 mars 1997       | Nouvelle-Zélande     | -                 | Wellington RFU             | 2022                    |
| Ilan El Khattabi            | Demi de mêlée          | 10 juin 1999      | France               | -                 | Formé au club              | 2019                    |
| Jérémy Gondrand             | Demi de mêlée          | 23 février 1990   | France               | -                 | Lyon OU                    | 2016                    |
| Yohan Le Bourhis            | Demi d'ouverture       | 14 mars 1994      | France               | -                 | Castres olympique          | 2019                    |
| Jules Soulan                | Demi d'ouverture       | 16 juin 1994      | France               | -                 | Colomiers rugby            | 2021                    |
| Pedro Bettencourt           | Centre                 | 18 novembre 1994  | Portugal             |                   | Newcastle Falcons          | 2019                    |
| Gabiriele Lovobalavu        | Centre                 | 20 juin 1985      | Fidji                |                   | Wasps                      | 2019                    |
| Théo Millet                 | Centre                 | 8 juillet 1997    | France               | -                 | Stade français Paris       | 2018                    |
| Florian Vialelle            | Centre                 | 5 octobre 1993    | France               | -                 | Castres olympique          | 2021                    |
| Aurélien Callandret         | Ailier                 | 23 août 1997      | France               | -                 | SO Chambéry                | 2017                    |
| Taylor Paris                | Ailier                 | 6 octobre 1992    | Canada               |                   | Castres olympique          | 2020                    |
| Adrian Sanday               | Ailier                 | 5 février 1998    | Fidji                | -                 | Formé au club              | 2018                    |
| Darren Sweetnam             | Ailier                 | 5 mai 1993        | Irlande              | Drapeau : Irlande | Stade rochelais            | 2021                    |
| Tony Ensor (en)             | Arrière                | 11 mai 1991       | Nouvelle-Zélande     | -                 | Stade français             | 2019                    |
| Joffrey Michel              | Arrière                | 4 mars 1987       | France               | -                 | Montpellier HR             | 2018                    |

## Calendrier et résultats

### Pro D2
| - FC Grenoble - Oyonnax rugby : 14 - 22 - Oyonnax rugby - Colomiers rugby : 21 - 23 - USO Nevers - Oyonnax rugby : 21 - 18 - Oyonnax rugby - US Carcassonne : 23 - 6 - RC Vannes - Oyonnax rugby : 6 - 23 - Oyonnax rugby - Stade montois : 36 - 19 - Oyonnax rugby - US Montauban : 56 - 6 - Rouen NR - Oyonnax rugby : 25 - 16 - Oyonnax rugby - AS Béziers : 42 - 12 - US bressane - Oyonnax rugby : 8 - 49 - Oyonnax rugby - Aviron bayonnais : 30 - 21 - SU Agen - Oyonnax rugby : 14 - 19 - Oyonnax rugby - Stade aurillacois : 32 - 15 - Provence rugby - Oyonnax rugby : 27 - 33 - Oyonnax rugby - RC Narbonne : 70 - 0 | - Oyonnax rugby - FC Grenoble : 38 - 10 - Colomiers rugby - Oyonnax rugby : 29 - 17 - Oyonnax rugby - USO Nevers : 19 - 8 - US Carcassonne - Oyonnax rugby : 13 - 32 - Oyonnax rugby - RC Vannes : 26 - 7 - Stade montois - Oyonnax rugby : 27 - 20 - US Montauban - Oyonnax rugby : 30 - 24 - Oyonnax rugby - Rouen NR : 63 - 17 - AS Béziers - Oyonnax rugby : 10 - 10 - Oyonnax rugby - US bressane : 31 - 21 - Aviron bayonnais - Oyonnax rugby : 52 - 21 - Oyonnax rugby - SU Agen : 54 - 35 - Stade aurillacois - Oyonnax rugby : 25 - 21 - Oyonnax rugby - Provence rugby : 16 - 20 - RC Narbonne - Oyonnax rugby : 13 - 28 |

### Classement Pro D2
| Rang | Club               | J  | V  | N | D  | Bo | Bd | Pm  | Pe  | Diff | Pts |
| ---- | ------------------ | -- | -- | - | -- | -- | -- | --- | --- | ---- | --- |
| 1    | Stade montois      | 30 | 23 | 0 | 7  | 12 | 2  | 860 | 525 | +335 | 106 |
| 2    | Aviron bayonnais R | 30 | 20 | 2 | 8  | 12 | 4  | 890 | 607 | +283 | 100 |
| 3    | Oyonnax Rugby      | 30 | 20 | 1 | 9  | 10 | 4  | 910 | 534 | +376 | 96  |
| 4    | USON Nevers        | 30 | 16 | 2 | 12 | 9  | 5  | 759 | 611 | +148 | 82  |
| 5    | US Carcassonne     | 30 | 17 | 1 | 12 | 4  | 6  | 694 | 621 | +73  | 80  |
| 6    | Colomiers Rugby    | 30 | 18 | 0 | 12 | 2  | 4  | 639 | 595 | +44  | 78  |
| 7    | Provence Rugby     | 30 | 17 | 1 | 12 | 1  | 5  | 671 | 684 | -13  | 76  |
| 8    | US Montauban       | 30 | 14 | 2 | 14 | 3  | 5  | 671 | 758 | -87  | 68  |
| 9    | AS Béziers         | 30 | 13 | 1 | 16 | 2  | 8  | 619 | 634 | -15  | 64  |
| 10   | Stade aurillacois  | 30 | 14 | 0 | 16 | 1  | 5  | 550 | 720 | -170 | 62  |
| 11   | RC Vannes          | 30 | 12 | 2 | 16 | 4  | 5  | 655 | 623 | +32  | 61  |
| 12   | FC Grenoble        | 30 | 11 | 3 | 16 | 3  | 7  | 619 | 653 | -34  | 60  |
| 13   | SU Agen R          | 30 | 10 | 1 | 19 | 1  | 13 | 604 | 725 | -121 | 56  |
| 14   | Rouen NR           | 30 | 10 | 1 | 19 | 1  | 6  | 606 | 823 | -217 | 49  |
| 15   | US bressane P      | 30 | 9  | 3 | 18 | 1  | 3  | 607 | 844 | -237 | 46  |
| 16   | RC Narbonne P      | 30 | 5  | 2 | 23 | 0  | 8  | 544 | 941 | -397 | 32  |

### Tableau final
|  | Barrages                            | Barrages                           |                                  |                                  | Demi-finales                               | Demi-finales                               |  |  | Finale                     | Finale                     |
|  | Barrages                            | Barrages                           |                                  |                                  | Demi-finales                               | Demi-finales                               |  |  | Finale                     | Finale                     |
|  |                                     |                                    |                                  |                                  |                                            |                                            |  |  |                            |                            |
|  | 19 mai 2022 au stade du Pré Fleuri  | 19 mai 2022 au stade du Pré Fleuri |                                  |                                  | 29 mai 2022 au stade André-et-Guy-Boniface | 29 mai 2022 au stade André-et-Guy-Boniface |  |  | 5 juin 2022 au GGL Stadium | 5 juin 2022 au GGL Stadium |
|  | 19 mai 2022 au stade du Pré Fleuri  | 19 mai 2022 au stade du Pré Fleuri |                                  |                                  | 29 mai 2022 au stade André-et-Guy-Boniface | 29 mai 2022 au stade André-et-Guy-Boniface |  |  | 5 juin 2022 au GGL Stadium | 5 juin 2022 au GGL Stadium |
|  | 19 mai 2022 au stade du Pré Fleuri  | 19 mai 2022 au stade du Pré Fleuri | [1] Stade montois                | 26                               |                                            |                                            |  |  | 5 juin 2022 au GGL Stadium | 5 juin 2022 au GGL Stadium |
|  | [4] USON Nevers                     | 24                                 | [1] Stade montois                | 26                               |                                            |                                            |  |  | 5 juin 2022 au GGL Stadium | 5 juin 2022 au GGL Stadium |
|  | [4] USON Nevers                     | 24                                 | [4] USON Nevers                  | 15                               |                                            |                                            |  |  | 5 juin 2022 au GGL Stadium | 5 juin 2022 au GGL Stadium |
|  | [5] US Carcassonne                  | 12                                 | [4] USON Nevers                  | 15                               |                                            |                                            |  |  | 5 juin 2022 au GGL Stadium | 5 juin 2022 au GGL Stadium |
|  | [5] US Carcassonne                  | 12                                 | 29 mai 2022 au stade Jean-Dauger | 29 mai 2022 au stade Jean-Dauger | [1] Stade montois                          | 20                                         |  |  |                            |                            |
|  | 20 mai 2022 au stade Charles-Mathon |                                    | 29 mai 2022 au stade Jean-Dauger | 29 mai 2022 au stade Jean-Dauger | [1] Stade montois                          | 20                                         |  |  |                            |                            |
|  |                                     | [2] Aviron bayonnais               | 29 mai 2022 au stade Jean-Dauger | 29 mai 2022 au stade Jean-Dauger | 49                                         |                                            |  |  |                            |                            |
|  | [3] Oyonnax rugby                   | [2] Aviron bayonnais               | 29 mai 2022 au stade Jean-Dauger | 29 mai 2022 au stade Jean-Dauger | 49                                         | 19                                         |  |  |                            |                            |
|  | [3] Oyonnax rugby                   | [3] Oyonnax rugby                  | 20                               |                                  |                                            | 19                                         |  |  |                            |                            |
|  | [6] Colomiers rugby                 | [3] Oyonnax rugby                  | 20                               | 15                               |                                            |                                            |  |  |                            |                            |
|  | [6] Colomiers rugby                 | [2] Aviron bayonnais               | 32                               | 15                               |                                            |                                            |  |  |                            |                            |
|  |                                     | [2] Aviron bayonnais               | 32                               |                                  |                                            |                                            |  |  |                            |                            |

### Phase finale

#### Barrages
| Barrage 20 mai 2022 20 h 45 | Oyonnax rugby                                                                                            | 19 - 15 (9 - 9) | Colomiers rugby                                 | stade Charles-Mathon, Oyonnax Arbitre : Jonathan Dufort |
| Barrage 20 mai 2022 20 h 45 | Essai(s) : 1 Millet (44e) Transformation(s) : 1 Soulan (45e) Pénalité(s) : 4 Soulan (16e, 19e, 38e, 80e) | Rapport         | Pénalité(s) : 5 Girard (6e, 11e, 34e, 49e, 62e) | stade Charles-Mathon, Oyonnax Arbitre : Jonathan Dufort |
| Barrage 20 mai 2022 20 h 45 | | Rapport         |                                                 | stade Charles-Mathon, Oyonnax Arbitre : Jonathan Dufort |

#### Demi-finales
| Demi-finale 29 mai 2022 17 h 45 | Aviron bayonnais | 32 - 20 (12 - 6) | Oyonnax rugby | stade Jean-Dauger, Bayonne Arbitre : Adrien Marbot |
| Demi-finale 29 mai 2022 17 h 45 | Essai(s) : 2 Maqala (55e), Germain (69e) Transformation(s) : 2 Germain (56e, 71e) Pénalité(s) : 6 Germain (23e, 30e, 34e, 40e, 62e, 77e) | Rapport          | Essai(s) : 2 Grice (42e), Laclayat (51e) Transformation(s) : 2 Soulan (43e, 52e) Pénalité(s) : 2 Soulan (8e, 32e) Carton(s) jaune(s) : 1 Soulan (65e | stade Jean-Dauger, Bayonne Arbitre : Adrien Marbot |
| Demi-finale 29 mai 2022 17 h 45 | | Rapport          | | stade Jean-Dauger, Bayonne Arbitre : Adrien Marbot |

## Statistiques

### Championnat de France
Meilleurs réalisateurs
| Rang | Joueur | Poste | Points | Essais | Transf. | Pén. | Drops |
| ---- | ------ | ----- | ------ | ------ | ------- | ---- | ----- |
| 1    | -      | -     | -      | -      | -       | -    | -     |
| 2    | -      | -     | -      | -      | -       | -    | -     |
| 3    | -      | -     | -      | -      | -       | -    | -     |
| 4    | -      | -     | -      | -      | -       | -    | -     |
| 5    | -      | -     | -      | -      | -       | -    | -     |

Meilleurs marqueurs
| Rang | Joueur | Poste | Essais |
| ---- | ------ | ----- | ------ |
| 1    | -      | -     | -      |
| 2    | -      | -     | -      |
| 3    | -      | -     | -      |
| 4    | -      | -     | -      |
| 5    | -      | -     | -      |